# 利根川橋梁 (首都圏新都市鉄道つくばエクスプレス)
利根川橋梁（とねがわきょうりょう）は、首都圏新都市鉄道つくばエクスプレスの利根川に架かる鉄道橋で、全長897 m（メートル）のトラス橋である。千葉県柏市大青田と茨城県守谷市野木崎を結ぶ。

## 概要
本橋梁はつくばエクスプレスでの最長橋梁であり、構造は7径間の複線下路式ワーレントラス橋となっている。トラス桁の鋼材には、無塗装の耐候性鋼板を採用している。床版はコンクリート道床式が採用されている。また、騒音対策としてトラス桁には防音壁が取り付けられている。
下部工は小貝川橋梁と同様に都市軸道路の橋梁と共用できるように一体となっており、上部工は鉄道用の桁の両側に道路用の桁が架設可能な構造で、将来的には鉄道道路併用橋となる計画であるが、同区間の都市軸道路は未着手である。
- 形式 - 鋼2+3+2径間下路連続ワーレントラス橋
- 活荷重 -  M-15
- 橋長 - 897.000 m
  - 支間割 - ( 2×127.500 m ) + ( 127.500 m + 129.000 m + 127.500 m ) + ( 2×127.500 m )
- 幅員
  - 総幅員 - 10.800 m
  - 有効幅員 - 7.000 m（複線）
- 床版 - コンクリート道床式
- 総鋼重 - 5,081 t
- 施工 - 石川島播磨重工業[注釈 1]・JFEエンジニアリング[注釈 2]・松尾橋梁[注釈 3]特定建設工事共同企業体、川崎重工業・川田工業・トピー工業[注釈 4]特定建設工事共同企業体、三菱重工業[注釈 5]・日立造船・サクラダ特定建設工事共同企業体
- 架設工法 - トラッククレーン・ベント工法、トラッククレーン・カンチレバー工法

## 歴史
本橋は常磐新線（つくばエクスプレス）の利根川を渡河する橋梁として、鉄道運輸機構により発注された。
- 1999年（平成11年）12月 - 着工[4]。
- 2003年（平成15年）  - 竣工[5]。
- 2005年（平成17年）8月24日 - 秋葉原 - つくば間開業に伴い、供用開始となる。

## 隣の橋
- 利根川

（上流） - 芽吹大橋 - 利根川橋 - 利根川橋梁 - 新大利根橋 - 大利根橋 - （下流）